# Едуард Тафе
Едуард Франц Йосеф граф фон Тафе, 11-и виконт Тафе (24 февруари 1833 – 29 ноември 1895) е австрийски държавник, служил два мандата като министър-президент на Цислейтания. Той е потомък на ирландската династия Тафе, която притежава наследствени титли на две държави: имперски графове в Свещената римска империя и висконти в Перство Ирландия (във Великобритания).